# 拓东街道
拓东街道，是中华人民共和国云南省昆明市盘龙区下辖的一个乡镇级行政单位，地处昆明城市中心区，东至环城东路，南抵拓东路与官渡区相邻，西至盘龙江与五华区和西山区隔江相望，北到人民东路，与鼓楼街道相连。辖区面积1.89平方公里，居民8万余人。辖区内著名景點有东风广场、真庆文化广场、有金龙百货、金格中心、震庄迎宾馆、昆明饭店、绿洲大酒店以及汇都国际商贸中心等知名企业。拓东街道因辖区内拓东路而得名，拓东路因为唐朝南诏曾在此地建立的拓东城而得名。

## 行政区划
拓东街道下辖以下地区：
尚义社区、明通巷社区、白塔社区、东庄社区和状元楼社区。